# Méricourt-l’Abbé
Méricourt-l’Abbé – miejscowość i gmina we Francji, w regionie Hauts-de-France, w departamencie Somma.
Według danych na rok 2011 gminę zamieszkiwało 577 osób, a gęstość zaludnienia wynosiła 83 osoby/km² (wśród 2293 gmin Pikardii Méricourt-l’Abbé plasuje się na 578. miejscu pod względem liczby ludności, natomiast pod względem powierzchni na miejscu 698.).